# Cyrtodactylus laevigatus
Cyrtodactylus laevigatus är en ödleart som beskrevs av  Ilya Sergeevich Darevsky 1964. Cyrtodactylus laevigatus ingår i släktet Cyrtodactylus och familjen geckoödlor.

## Underarter
Arten delas in i följande underarter:
- C. l. laevigatus
- C. l. uniformis